# Terebra lima
Terebra lima é uma espécie de gastrópode do gênero Terebra, pertencente a família Terebridae.